# Dance of December Souls
Dance of December Souls to pierwszy album studyjny zespołu Katatonia wydany w 1993 roku.

## Lista utworów
1. „Seven Dreaming Souls (Intro)” – 0:45
2. „Gateways Of Bereavement” – 8:15
3. „In Silence Enshrined” – 6:30
4. „Without God” – 6:51
5. „Elohim Meth” – 1:42
6. „Velvet Thorns (Of Drynwhyl)” – 13:56
7. „Tomb Of Insomnia” – 13:09
8. „Dancing December” – 2:18

## Twórcy
- Blackheim – gitara
- Lord J. Renkse – perkusja, instrumenty perkusyjne, wokal
- Israphel Wing – gitara basowa
- Day DiSyraah – keyboard